# Тетіївська волость
Тетіївська волость — історична адміністративно-територіальна одиниця Таращанського повіту Київської губернії з центром у містечку Тетіїв.
Станом на 1886 рік складалася з 13 поселень, 7 сільських громад. Населення — 12198 осіб (6135 чоловічої статі та 6135 — жіночої), 1080 дворове господарство.
|                     | Площа, десятин | У тому числі орної, дес. |
| ------------------- | -------------- | ------------------------ |
| Сільських громад    | 8775           | 6377                     |
| Приватної власності | 6757           | 4312                     |
| Казенної власності  | 586            | 12                       |
| Іншої власності     | 503            | 321                      |
| Загалом             | 16621          | 11022                    |

Поселення волості:
- Тетіїв (Плоханівка, Снігурівка) — колишнє власницьке містечко при річці Роська, 4064 особи, 504 двори, 2 православні церкви, костел, 3 єврейських молитовних будинки, школа, 6 постоялих дворів, 13 постоялих будинків, 86 лавок, 4 водяних млини, сукновальня, 2 цегельних, кісткопальний, пивоварний і винокурний заводи.
- Дзвеняче — колишнє власницьке село при урочищі Дубовий Став, 781 особа, 102 двори, православна церква, школа, 2 постоялих будинки, лавка.
- Михайлівка — колишнє власницьке село при струмкові, 812 осіб, 111 дворів, православна церква, постоялий будинок.
- Росішки — колишнє власницьке село при струмкові та озері, 661 особа, 83 двори, православна церква, постоялий будинок, 2 водяних млини.
- Теліжинці — колишнє власницьке село при струмкові, 1807 осіб, 232 двори, православна церква, 2 школи, 2 постоялих будинки.

Старшинами волості були:
- 1909-1910 роках — Григорій Авксентійович Приходський[2],[3];
- 1912-1913 роках — Григорій Зиновійович Шпорт[4],[5];
- 1915 року — Зосим Пилипович Майданик[6].